# جولیوس تالمن
جولیوس تالمن (انگلیسی: Julius Thalmann؛ زادهٔ ۷ آوریل ۱۹۶۰) دوچرخه‌سوار اهل سوئیس است.